# هاینریش برندلر
هاینریش برندلر (آلمانی: Heinrich Brandler) یک سیاست‌مدار اهل آلمان بود. او از اعضای حزب سوسیال دموکرات آلمان(SPD) و بعد سردبیر حزب کمونیست آلمان (KPD) بود. او یک فعال انقلابی، و نویسنده کمونیست محسوب می‌شود.